# Syrphophagus kovalevi
Syrphophagus kovalevi är en stekelart som först beskrevs av Trjapitzin 1967.  Syrphophagus kovalevi ingår i släktet Syrphophagus och familjen sköldlussteklar. Inga underarter finns listade i Catalogue of Life.